# Gli amanti di domani
Gli amanti di domani (Cela s'appelle l'aurore) è un film del 1956 diretto da Luis Buñuel.

## Trama
Valerio è un giovane medico che vive in Corsica e ama molto il suo lavoro; la moglie invece trova noiosa la vita dell'isola. Così, mentre la moglie va per qualche tempo dai genitori a Nizza per sfuggire dalla monotonia, il medico si reca a visitare una bambina che ha subito una violenza. Qui conosce un'affascinante vedova italiana; i due sono subito avvinti da un'intensa passione. Dopo molte traversie, nel corso delle quali si trova anche ad ospitare un giovane omicida, il medico decide di rinunciare alla carriera per rimanere nell'isola, separandosi dalla moglie e scegliendo di restare con la donna.

## Critica
«Buñuel... cita Dalì... per ricollegarsi ai temi a lui più cari: l'orrore per la borghesia e i suoi valori, l'inno all'amore, l'irriducibile anarchismo... la regia non è scintillante...» **